# Ménage à trois (album)
Pour les articles homonymes, voir Ménage à trois (homonymie).
Singles
1. Big Street (Do Or Die) / Song In Lonely Minor [2]
Sortie : 1980

Ménage à trois est un album disco/funk produit par Michel Polnareff (sous le pseudo de Max Flash) et Michel Colombier (sous le pseudo de Michael Dove) qui avaient déjà travaillé ensemble sur l'album Coucou me revoilou.
Ce fut pour Michel Polnareff un petit intermède avant de revenir en France l'année suivante en solo.
Au chant, les meilleurs musiciens californiens, en pleine mode funk, ont participé à cet album.
Jusqu'au 8 décembre 2017, date de la sortie de Pop rock en stock, l'album était quasiment introuvable et uniquement en vinyle.

## Liste des titres
| No | Titre                  | Auteur                                                                            | Durée |
| -- | ---------------------- | --------------------------------------------------------------------------------- | ----- |
| 1. | Big Street (Do or Die) | Adrienne Anderson (en)/Max Flash-Michael Dove                                     |       |
| 2. | Got You on Suspicion   | Adrienne Anderson/Max Flash-Michael Dove                                          |       |
| 3. | Song in Lonely Minor   | Adrienne Anderson-Max Flash-Michael Dove/Adrienne Anderson-Max Flash-Michael Dove |       |
| 4. | Keep Singing It        | Adrienne Anderson/Max Flash-Michael Dove                                          |       |
| 5. | Orient Express         | Adrienne Anderson/Max Flash-Michael Dove                                          |       |
| 6. | Gonna Love You Tonight | Adrienne Anderson/Max Flash-Michael Dove                                          |       |
| 7. | Ladie's Man            | Adrienne Anderson/Max Flash-Michael Dove                                          |       |
| 8. | Café d'amour           | Adrienne Anderson/Max Flash-Michael Dove                                          |       |

## Personnel
- Greg Moore : guitares
- Eddie Watkins : basse
- Larry Tolbert : batterie
- Paulinho Da Costa :- percussions
- Michael Dove (Michel Colombier) : claviers et synthés
- Carl Anderson, Sylvia Cox, Carolyn Dennis, Roy Galloway, Kay McNeely, Helena Springs et Afreeka Tress : chants